# Xiaohuang (köpinghuvudort i Kina, Jiangxi Sheng, lat 28,31, long 116,71)
Xiaohuang är en köpinghuvudort i Kina. Den ligger i provinsen Jiangxi, i den sydöstra delen av landet, omkring 91 kilometer sydost om provinshuvudstaden Nanchang. Antalet invånare är 36 765. Befolkningen består av 17 533 kvinnor och 19 232 män. Barn under 15 år utgör 24,0 %, vuxna 15-64 år 67 %, och äldre över 65 år 7,0 %.
Runt Xiaohuang är det tätbefolkat, med 297 invånare per kvadratkilometer. Närmaste större samhälle är Yujiangxian, 15,6 km sydost om Xiaohuang. Trakten runt Xiaohuang består till största delen av jordbruksmark.
Genomsnittlig årsnederbörd är 2 491 millimeter. Den regnigaste månaden är juni, med i genomsnitt 454 mm nederbörd, och den torraste är oktober, med 26 mm nederbörd.